# Thalassodes viridifascia
Thalassodes viridifascia är en fjärilsart som beskrevs av Swinhoe 1908. Thalassodes viridifascia ingår i släktet Thalassodes och familjen mätare. Inga underarter finns listade i Catalogue of Life.